# Czeskie Centrum w Warszawie

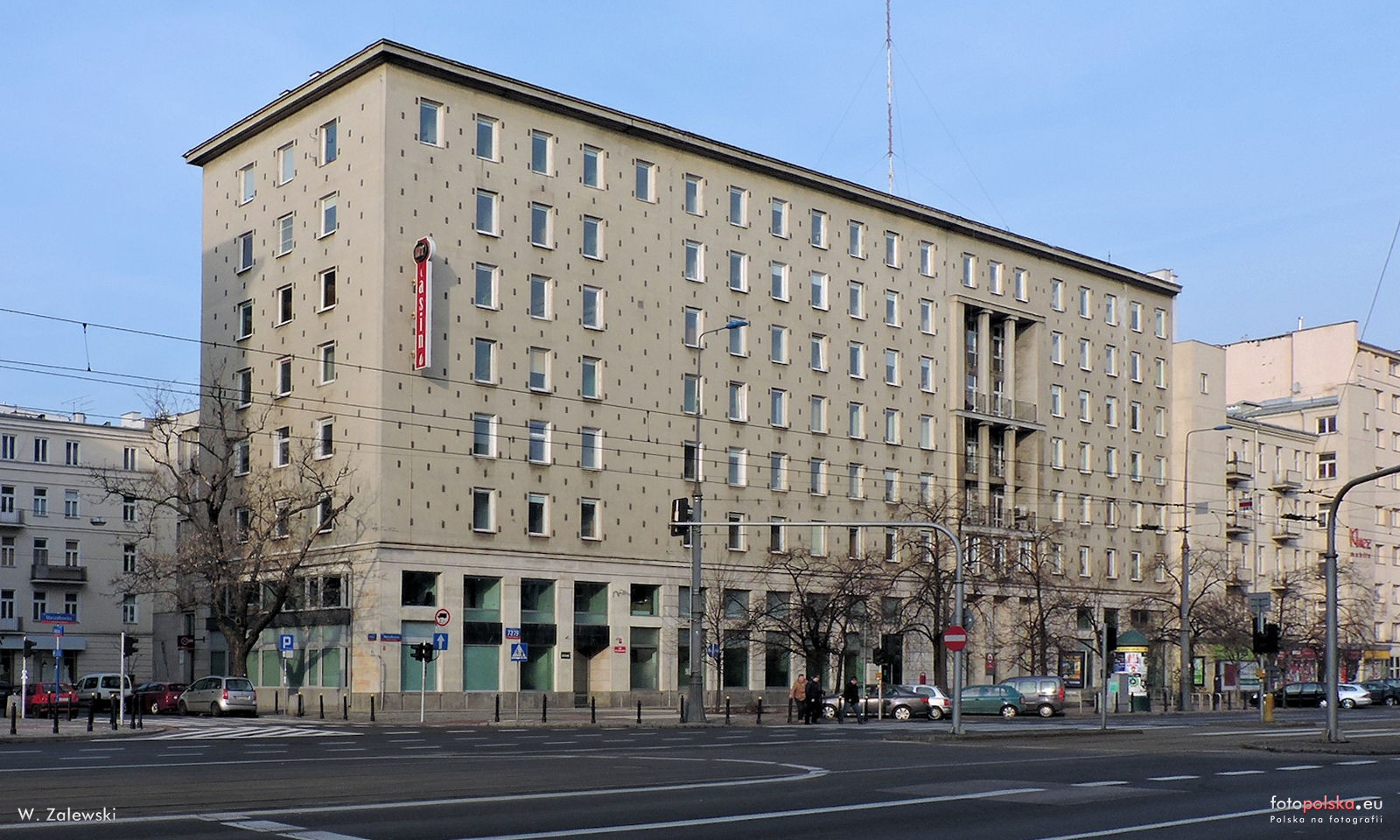
Dawna siedziba Czechosłowackiego Ośrodka Kultury i Informacji przy ul. Marszałkowskiej 77/79 (1956−1993)

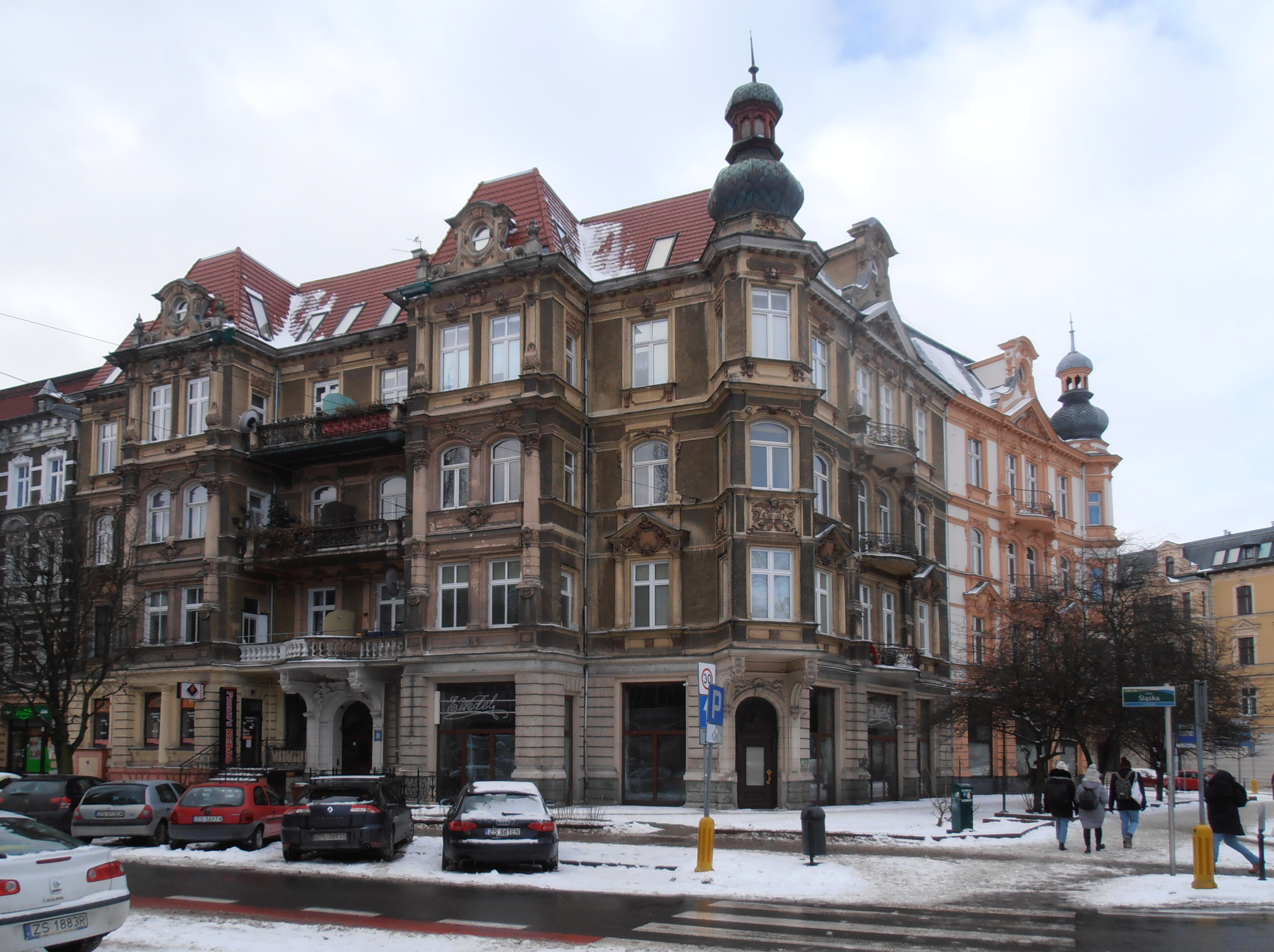
Dawna siedziba Czechosłowackiego Ośrodka Kultury i Informacji w Szczecinie przy ul. Śląskiej 38 (1991)

Czeskie Centrum w Warszawie (cz. České centrum) − instytucja promocji kultury czeskiej w Warszawie.

## Historia
Instytucja, pierwotnie pod nazwą Czechosłowacki Ośrodek Informacyjny, powstała na podstawie podpisanego 10 marca 1947 Układu o Przyjaźni, Współpracy i Wzajemnej Pomocy między Polską a Czechosłowacją. 
Przez wiele lat instytucja nosiła nazwę Czechosłowackiego Ośrodka Informacyjnego (cz. Československé informační středisko), Ośrodka Kultury Czechosłowackiej (cz. Středisko československé kultury), następnie Czechosłowackiego Ośrodka Kultury i Informacji (cz. Centrum československé kultury a informací ve Varšavě), zaś siedziba znajdowała się w al. Wyzwolenia 6 (1949-1956), następnie w budynku b. Centrali Ogrodniczej z 1950 przy ul. Marszałkowskiej 77/79 (1956-1993). Podobna placówka mieściła się w Szczecinie w kamienicy z 1893 przy ul. Śląskiej 38 (1991). W 1993 w wyniku rozpadu Czechosłowacji, z Centrum wyodrębnił się Instytut Słowacki (Slovenský inštitút vo Varšave). Od 2004 Czeskie Centrum mieści się w budynku ambasady Czech, w willi Bahrów z 1880 przy al. Róż 16.
Centrum w Warszawie jest jedną z 28 placówek Czeskiego Centrum w Pradze, wchodzącego w skład  resortu spraw zagranicznych tego państwa.